# Pidhirne (obwód wołyński)
Pidhirne (ukr. Підгірне, hist. pol. Berezołupy Małe) – wieś na Ukrainie, w obwodzie wołyńskim, w rejonie łuckim, w hromadzie Kopaczówka. W 2001 liczyła 310 mieszkańców, spośród których 309 wskazało jako ojczysty język ukraiński, a 1 rosyjski.
W okresie międzywojennym wieś Berezołupy Małe znajdowała się w granicach II RP, wchodząc w skład gminy Szczurzyn w powiecie łuckim, w województwie wołyńskim.